# Queimada (pel·lícula)
Queimada és una pel·lícula italiana dirigida per Gillo Pontecorvo, estrenada el 1969. Ha estat doblada al català.

## Argument
En la mar Carib, a l'illa imaginària de Queimada, al començament del segle xix, els colons es revolten contra la potència colonial portuguesa. La pel·lícula segueix els esdeveniments des del punt de vista d'un esclau negre i el de l'agent secret anglès (interpretat per Marlon Brando) que el manipula, amb la missió de fer passar l'illa a l'àmbit econòmic d'Anglaterra.
Al començament, la revolta és portada pels criolls blancs, desitjosos de desfer-se de la metròpoli, els esclaus hi donen suport, i és estimulada pels anglesos que volen reemplaçar Portugal. Després, un cop els nous amos del país han demostrat que no es preocupen pas més de la sort dels esclaus del que ho feien els antics, són els negres els revoltats. De vegades, els anglesos ajuden els negres, quan el govern no afavoreix els seus interessos (l'illa produeix sucre del qual volen el monopoli d'exportació), però, quan la revolta sembla anar una mica massa lluny, ajuden el dòcil govern a reprimir-la (ja que el contagi no s'ha d'estendre a les Antilles angleses).

## Repartiment
- Marlon Brando:  Sir William Walker, l'agent anglès
- Evaristo Márquez:  Jose Dolores
- Norman Hill:  Shelton
- Renato Salvatori:  Teddy Sanchez
- Dana Ghia: Francesca
- Valeria Ferran Wanani: Guarina
- Giampiero Albertini: Henry
- Carlo Palmucci: Jack
- Thomas Lyon

## Al voltant de la pel·lícula
La pel·lícula manlleva molt de la història del Carib i de l'Amèrica Central. Es reconeixen temes, elements d'història o paisatges presos sobretot de Cuba o d'Haití.
Contràriament a moltes pel·lícules sobre temes polítics anàlegs, aquesta no s'acaba amb una victòria militar sinó que sobretot és centrat en el que passa després: què es fa de la victòria?
La marxa dels esclaus a la platja, cap a la capital que alliberaran aviat, dona una incontestable bufada èpica a la pel·lícula, barrejada amb elements molt més realistes.